# Miechów-Charsznica (gromada)
Miechów-Charsznica (Charsznica) – dawna gromada, czyli najmniejsza jednostka podziału terytorialnego Polskiej Rzeczypospolitej Ludowej w latach 1954–1972.
Gromady, z gromadzkimi radami narodowymi (GRN) jako organami władzy najniższego stopnia na wsi, funkcjonowały od reformy reorganizującej administrację wiejską przeprowadzonej jesienią 1954 do momentu ich zniesienia z dniem 1 stycznia 1973, tym samym wypierając organizację gminną w latach 1954–1972.
Gromadę Miechów-Charsznica z siedzibą GRN w Miechowie-Charsznicy utworzono – jako jedną z 8759 gromad na obszarze Polski – w powiecie miechowskim w woj. krakowskim, na mocy uchwały nr 24/IV/54 WRN w Krakowie z dnia 6 października 1954. W skład jednostki weszły obszary dotychczasowych gromad Miechów-Charsznica, Charsznica, Szarkówka, Uniejów Państwowy, Witowice Dwór i Chodów ze zniesionej gminy Chodów w tymże powiecie. Dla gromady ustalono 27 członków gromadzkiej rady narodowej.
31 grudnia 1961 do gromady (Miechów-)Charsznica przyłączono obszar zniesionej gromady Witowice.
1 stycznia 1969 do gromady Miechów-Charsznica przyłączono wsie Uniejów Parcela, Uniejów Rędziny i Pogwizdów ze zniesionej gromady Pogwizdów; z gromady Miechów-Charsznica wyłączono natomiast wieś Falniów włączając ją do nowo utworzonej gromady Miechów.
Gromada przetrwała do końca 1972 roku, czyli do kolejnej reformy gminnej. 1 stycznia 1973 utworzono gminę Charsznica. Nazwa gminy Charsznica powstała od ówczesnej nazwy siedziby gminy, Miechowa-Charsznicy ("Charsznica"), nie od wsi Charsznica, której ówczesna nazwa brzmiała "Charsznica-Wieś". Paradoks polegał na tym że obie miejscowości były wsiami. Do oryginalnego nazewnictwa miejscowości powrócono dopiero w czerwcu 2004 kiedy Charsznica stała się ponownie Miechowem-Charsznicą, a Charsznica-Wieś Charsznicą; nazwy gminy jednak nie zmieniono.